# Aeropuerto de Iultin
El Aeropuerto de Iultin (en ruso: Аэропорт Иультин; ICAO: ; IATA: ) se encuentra 5 km al noroeste del poblado minero de Iultin, en el distrito autónomo de Chukotka, Rusia.
El aeropuerto fue cerrado en 1990.

## Pista
Iultin dispone de una pista en dirección 04/22 de 1.650x40 m. (5.413x131 pies).